# الأيام السعيدة
الأيام السعيدة مسلسل رسوم متحركة فرنسي يتكون من جزئين عرض لأول مره في 10 ديسمبر 1990 واستمر عرضه حتى 10 ديسمبر 1992 . وعرض الجزء الثاني بأسم رحلة إلى أفريقيا تمت دبلجة المسلسل للعربية بواسطة المركز العربي للخدمات السمعية والبصرية.

## روابط خارجية
- الأيام السعيدة على موقع IMDb (الإنجليزية)
- الأيام السعيدة على موقع كينوبويسك (الروسية)
- الأيام السعيدة على موقع ألو سيني (الفرنسية)
- الأيام السعيدة على موقع قاعدة بيانات الفيلم (الإنجليزية)
- الأيام السعيدة على ألو سيني
- Fiche de la série sur Planète Jeunesse